# Achyra ochrifascialis
Achyra ochrifascialis is een vlinder uit de familie grasmotten (Crambidae). De wetenschappelijke naam van deze soort is voor het eerst geldig gepubliceerd in 1877 door Christoph.
De soort komt voor in tropisch Afrika.